# HR 3643
G Carinae
Ne doit pas être confondu avec g Carinae (HD 80230).
Désignations
HR 3643, également désignée G Carinae, est une étoile binaire de la constellation australe de la Carène. Elle est visible à l'œil nu avec une magnitude apparente de 4,48. D'après la mesure de sa parallaxe annuelle par le satellite Hipparcos, le système est distant d'environ ∼ 401 a.l. (∼ 123 pc) de la Terre. Il s'éloigne du Système solaire à une vitesse radiale de +22,5 km/s.

## Nomenclature
HR 3643 est la désignation du système dans le Bright Star Catalogue. Il porte également la désignation de Bayer de G Carinae, abrégé G Car, ainsi que la désignation dans le catalogue Henry Draper de HD 78791.

## Propriétés
Le compagnon de HR 3643 a été détecté pour la première fois sous la forme d'un excès d'ultraviolet en 1996. Aucune variation de la vitesse radiale n'a par contre été détectée, ce qui indique qu'il doit s'agir d'un système à orbite large avec une période allant jusqu'à 21 ans. Le demi-grand axe estimé de l'orbite est de 10,90 ua. La paire n'a par ailleurs pas pu être résolue à l'aide de l'instrument WFPC2 du télescope spatial Hubble.
L'étoile primaire est une géante lumineuse jaune-blanc de type spectral F8II. C'est donc une étoile évoluée qui a épuisé les réserves en hydrogène qui étaient contenues dans son noyau et qui est sortie de la séquence principale. Son rayon est devenu environ 13 fois plus grand que le rayon solaire. Elle possède une vitesse de rotation projetée relativement élevée de 53 km/s pour une étoile de cette classe, suggérant qu'il s'agit d'une étoile de masse intermédiaire, qui est 2 à 5 fois plus massive que le Soleil. L'étoile est 206 fois plus lumineuse que le Soleil et sa  température de surface est de 6 030 K.
Son compagnon est une naine blanche de classe DA1,6 et d'une magnitude apparente de 14,50. Sa masse est estimée être équivalente à 74 % de celle du Soleil et sa température de surface est de 21 551 K, ce qui indique un âge de refroidissement de 25 millions d'années. Cet objet est également une source d'émission de rayons X durs. L'étoile primaire est l'une des étoiles les plus massives connues possédant un compagnon de type naine blanche.